# El Balcón
El Balcón är en ort i Mexiko.   Den ligger i kommunen Xilitla och delstaten San Luis Potosí, i den centrala delen av landet, 210 km norr om huvudstaden Mexico City. El Balcón ligger 1 032 meter över havet och antalet invånare är 124.
Terrängen runt El Balcón är bergig västerut, men österut är den kuperad. Runt El Balcón är det ganska tätbefolkat, med 96 invånare per kvadratkilometer. Närmaste större samhälle är Xilitla, 7,8 km nordost om El Balcón. I omgivningarna runt El Balcón växer i huvudsak städsegrön lövskog.